# Station Bernacice
Station Bernacice is een spoorwegstation in de Poolse plaats Bernacice.